# Drapetis dividua
Drapetis dividua är en tvåvingeart som beskrevs av Axel Leonard Melander 1902. Drapetis dividua ingår i släktet Drapetis och familjen puckeldansflugor. Inga underarter finns listade i Catalogue of Life.